# Blood-Rooted
Blood-Rooted è una raccolta dei Sepultura. È stato pubblicato il 3 giugno 1997 e, si tratta dell'ultima pubblicazione con Max Cavalera ufficialmente nella band. Comprende remix, cover e b-sides.

## Tracce
1. Procreation (of the Wicked) – 3:38 (Celtic Frost Cover)
2. Inhuman Nature – 3:10 (Final Conflict Cover)
3. Policia – 1:46 (Titãs Cover)
4. War – 6:38 (Bob Marley Cover)
5. Crucificados Pelo Sistema – 1:03 (Ratos de Porão Cover)
6. Symptom of the Universe – 4:14 (Black Sabbath Cover)
7. Mine – 6:20 (Featuring Mike Patton)
8. Lookaway (Master Vibe Mix) – 5:35
9. Dusted (Demo Version) – 4:26
10. Roots Bloody Roots (Demo Version) – 3:30
11. Drug Me – 1:53 (Dead Kennedys Cover)
12. Refuse / Resist (Live) – 3:50
13. Slave New World (Live) – 3:05
14. Propaganda (Live) – 3:25
15. Beneath the Remains / Escape to the Void (Live) – 3:48
16. Kaiowas (Live) – 2:18
17. Clenched Fist (Live) – 3:37
18. Biotech Is Godzilla (Live) – 2:07

## Formazione
- Max Cavalera - voce, chitarra
- Andreas Kisser - chitarra
- Paulo Jr. - basso
- Igor Cavalera - batteria